# Пещера Апокалипсиса
Пещера Апокалипсиса (греч. Σπήλαιο Αποκάλυψης) — пещера на острове Патмос (Греция), которую церковное предание считает местом, где апостол Иоанн Богослов получил своё «Откровение» (Откр. 1:9-10). Пещера расположена рядом с монастырём Иоанна Богослова, вместе с которым в 1999 году она была включена в число памятников Всемирного наследия ЮНЕСКО.
Над пещерой построен храм, имеющий два придела: просторный во имя святой Анны и малый, включающий в себя пещеру Апокалипсиса с низким скалистым сводом. Пещера расположена ниже современного уровня дороги, и к ней ведёт крутая лестница. Непосредственно над входом в пещеру сделана надпись: «Это место, производящее неизгладимое впечатление, не что иное как дом Бога; это — дверь на Небеса».
Историк А. А. Дмитриевский в своей книге «Патмосские очерки» (1894 год) дал следующее описание пещеры:

Грот Апокалипсиса находится как раз на половине дороги от пристани к монастырю, в недалеком расстоянии от самой дороги. Снаружи он покрыт постройками, посреди которых возвышается изящный купол главного храма в честь святой Анны. Храм Откровения представляет естественную, из известкового камня темно-серого цвета, совершенно необделанную пещеру, приспособленную, однако же, для богослужебных целей.
Грот весьма небольших размеров. На самом потолке грота есть три довольно заметные борозды или полосы от того «великого землетрясения» (Откр. 6:12), которым сопровождалось созерцание сокровенных тайн Божиих великим тайновидцем. Близ алтарной преграды на правой стороне есть небольшая впадина или выбоина в пещере, образовавшаяся, как утверждает то же Предание, от падения замертво святого апостола… Грот Апокалипсиса сохранился в своем настоящем виде со II века.

Ряд следов на стенах пещеры связывают с пребыванием в ней апостола: углубление, куда он клал свою голову, каменный аналой, за которым писал Прохор, и т. п.